# Hov Vig
Hov Vig är ett naturreservat och en sjö på ön Själland i Danmark. Området invallades 1870, men år 1902 förstördes dämningen under en storm och Hov Vig översvämmades. Man gav upp projektet och år 1979 köptes området av danska staten.
Idag är Hov Vig en grund, 80 hektar stor sjö med bräckt vatten som ingår i ett 130 hektar stort naturskyddsområde. Sjön delas av en dämning och i södra delen finns flera konstgjorda öar. Sjön, som är ett fågelskyddsområde, är inte tillgänglig för allmänheten bortsett  från dämningen och ett intilliggande fågeltorn. Hov Vig ingår i Natura 2000-området Hov Vig.
Fyra arter av doppingar samt  gravand, brunand och vigg häckar i sjön liksom grågås, knölsvan rördrom. I norr finns en stor skarvkoloni och brun kärrhök häckar i närheten.